# Диалоги (Даллапиккола)
«Диалоги» (итал. Dialoghi) — сочинение Луиджи Даллапикколы для виолончели с оркестром, написанное в 1959—1960 годах. Считается вершиной инструментальной музыки композитора.

## О названии
Название «Диалоги» было вдохновлено одноимённой серией работ Джана Франческо Малипьеро (1955—57) и призвано было подчеркнуть непрерывность взаимодействия солиста с оркестром (в том числе и в «каденции» [см. ч. 5, начиная с т. 292, Quasi Cadenza (rapido)]). Показательно, что даже в чисто инструментальном сочинении Даллапиккола шёл от слова как путеводной метафоры (аналогично в более поздних «Трёх вопросах с двумя ответами»). Также интересно отметить, что слово «диалоги» оказалось в те годы действительно созвучным своему времени: об этом в своём письме композитору пишет Берндт Алоис Циммерман, «Диалоги» (концерт для двух фортепиано с оркестром) которого должны были исполняться вместе с немецком премьерой сочинения Даллапикколы в рамках цикла «Музыка нашего времени» на Кёльнском радио.

## История написания
Сочинение было написано по просьбе Гаспара Касадо, с именем которого связана и другая виолончельная работа композитора, «Чакона, интермеццо и адажио» (1945). Когда Касадо обратился к Даллапикколе, тот как раз завершил работу над либретто к «Улиссу» и посчитал нужным перед тем, как посвятить себя на долгие годы опере, погрузиться в решение проблем инструментального характера. О том, что у Даллапикколы появился замысел новой работы, стало известно из его письма своему издателю (Edizioni Suvini Zerboni) в июле 1959 года, где он обмолвился о желании в тесном контакте с исполнителем изучить ряд важных инструментальных проблем и вопросов исполнительской техники; композитор придавал такую важность встрече с Касадо, что даже вынужден был отклонить приглашение своего близкого друга Германа Шерхена погостить у того в Гравезано (в Лугано). В августе 1959 года, когда Касадо прибыл в Италию для преподавания на летних курсах Музыкальной академии Киджи, музыканты встретились в Форте-дей-Марми под Сиеной, где у композитора был летний домик, и два дня уделили интенсивной работе на основе материалов к первым трём частям сочинения, уже написанных к тому времени. Работа над «Диалогами» была продолжена в США, куда Даллапиккола отправился в сентябре того же года для чтения курсов композиции и анализа в нью-йоркском Куинс-колледже (в Нью-Йорке композитору вновь удалось встретиться с Касадо); там же 8 декабря 1959 года произведение было завершено в клавире. Партитура была закончена 9 июня 1960 года уже после возвращения Даллапикколы в Италию.

## Первые исполнения
Ещё до своего завершения в феврале 1960 года «Диалоги» были включены в программу Венецианского фестиваля современной музыки, запланированного на сентябрь. Даллапиккола хотел, чтобы мировой премьерой дирижировал Лорин Маазель, однако тот вынужден был отказаться ввиду своих обязательств в Берлине, где на то же время приходилось исполнение им Восьмой симфонии Малера. В связи с этим на состоявшейся 17 сентября 1960 года премьере Симфоническим оркестром Кёльнского радио дирижировал Бруно Мадерна, солировал Гаспар Касадо. По желанию композитора право на немецкую премьеру работы также было сохранено за Кёльнским радио, которому Даллапиккола считал себя многим обязанным: исполнение состоялось 5 декабря 1960 года, вновь с Касадо, дирижировал Сикстен Эрлинг.

## Структура и организация сочинения
«Диалоги» имеют арочную форму и состоят из пяти частей контрастного характера (нечётные части — созерцательные, чётные — взрывные: ср. с аналогичным построением «Концерта на Рождественскую ночь 1956 года» и «Да упокоятся»). Темп каждой из частей (впервые у Даллапикколы) задан в виде соответствующих асемантических метрономных обозначений, при этом сами значения пропорциональны друг другу: 1:2:1:3:1.
Как и более ранние «Пять песен» и «Да упокоятся», «Диалоги» выведены из одной симметричной серии, где второй гексахорд является ракоходом инверсии первого: {ми — фа — ре — фа-диез — ля-диез — соль-диез} — {ля — соль — си — ре-диез — до — до-диез} (то есть P-0 = RI-9).
Словно иллюстрируя выведенное ранее Даллапикколой из прозы Пруста понимание новой диалектики, привнесённой в музыку серийной её организацией, согласно которой вырисовыванию персонажа (соотв. серии) предшествует длительный период
выжидания в догадках и намёках, работа открывается последовательностью аккордов на ppp — pppp, в которых серия (её инверсии) предстаёт вертикально, развертываясь затем линейно в партии виолончели с пропусками отдельных нот (виолончель вступает с первичной формы серии, оставляет её «недосказанной» и обращается к инверсии; позднее «подбирает» серию там, где та была оставлена, и т. д. в духе бергсоновского непрестанного нагромождения прошлого на прошлое), лишь в 34—44 тактах прозвучав полностью (в первичной форме и в инверсии): при этом, если звуки серии 2-12 поручены виолончели (в чередовании артикуляции вибрато и нон-вибрато), то первый её звук («ми»: движением «ми — ми-бемоль» к тому же пронизана фактически вся часть на микро- и макроуровнях) передаётся друг другу духовыми и ударными (с определённой высотой звучания) с длительностями, строго регулируемыми серийно, порождая и квазисерийную трактовку тембра: если длительность звука у духовых зафиксирована 9 четвертными, то у ударных он звучит в арифметической прогрессии от 3 до 10 четвертных (тремоло ударных с неопределённой высотой звучания на pppp создает «белый шум»). В результате возникает своего рода ритмическая «тембровая мелодия» (Klangfarbenmelodie). Следует отметить, что соотношение тембров и длительностей в «Диалогах» носит подчёркнуто системный характер. Отличительной чертой первой части также является сильно выраженное доминирование определённого (начинающегося с «си», то есть P11/I11) уровня транспозиции серии (т. н. «тональный аналог»; не путать с «тональными аллюзиями», которых, в отличие от ранних работ Даллапикколы, в «Диалогах» нет).
Организация длительностей и тембров аналогичная той, что имеет место в первой части, прослеживается в начале и конце второй, что позволяет отдельным исследователям говорить о «сериализации оркестровки». Также в переходе от первой ко второй части используется деление оркестра на «трио», каждое включающее деревянный духовой, медный и струнный инструмент; при этом длительности звуков, порученных каждому инструменту, а также их связь с длительностями звуков у остальных инструментов трио строго регулируются определёнными пропорциями.
Остальные три части отмечены использованием канонов применительно как к длительностям, так и тембрам. В финале последней части (тт. 302—312) с фотографической точностью повторяется тот фрагмент первой, где серия впервые излагается линейно полностью, договаривая завершающую инверсию серию ноту «соль», которая оставалась «невысказанной» в начале (т. 44), в результате чего серия-«Альбертина» обретает свой окончательный облик.
Таким образом, в венчающих т. н. «третий серийный период» его творчества (характеризуется в числе прочего ритмическим и тембровым новаторством, многоколейным изложением серии, палиндромами и симметричностью используемых серий) «Диалогах» Даллапиккола в первый и последний раз вплотную подошёл к тотальной сериальной организации сочинения. Собственно «интегральным сериализмом» в духе Булеза и Штокхаузена это назвать нельзя (к тому сам его «дух» был несовместим с принципиальными установками композитора, который, перефразируя известное выражение Шёнберга, стремился к «додекафонной серийности», а не к «додекафонной серийности»), однако можно говорить о том, что квазисериальность тем не менее играет основополагающую роль в организации музыкального материала в «Диалогах» и мышлении Даллапикколы вообще.
Ряд исследователей также обращает внимание на то, что в «Диалогах» наиболее ярко проявилось характерное для позднего творчества Даллапикколы смещение акцентов с высоты звука на тембр как организующее начало, что позволяет по-новому взглянуть на творчество композитора вообще: как известно, имя Даллапикколы зачастую отождествляется с додекафонией; тембральный же анализ, который показывает к тому же, что краска композитором наносится не произвольно, а «ритмически» (что наиболее заметно во второй части работы), позволяет иначе истолковать его место в истории музыки XX века, обнаруживая связи с более поздними тенденциями (вроде спектральной музыки).

## Публикация
Партитура была опубликована в 1960 году издательством «Edizioni Suvini Zerboni». Там же было издано переложение для виолончели и фортепиано, выполненное, как и в случаях с «Да упокоятся» и «Улиссом», композитором Франко Донатони, работавшим в те годы редактором издательства.

## Рецепция
Отмечается некоторое недоумение слушателей на первых исполнениях сочинения, как тех, кто ожидал экспрессивности в духе более ранних «Чаконы, интермеццо и адажио», так и рассчитывавших на более радикальное использование идей сериальной музыки (повод к чему был дан по сути самим Даллапикколой серией его работ второй половины 1950-х годов). Касательно сравнения с «Чаконой…», следует отметить, что «Диалоги» соотносятся с ней примерно так же, как «Улисс» с «Узником». По своему «потустороннему» звучанию «Диалоги» также тяготеют к «Улиссу» (вплоть до того, что в опере есть цитаты из «Диалогов»: например, открывающий две сцены во дворце царя Алкиноя аккорд [«Диалоги», ч. 5, т. 303] и отдельные ритмические фигуры) и, в меньшей степени, к «Концерту на Рождественскую ночь 1956 года»)
Рядом современников Даллапикколы «Диалоги» были оценены высоко. Об этом свидетельствуют сохранившиеся письма Касадо, а также Бернда Алоиса Циммермана. Последний выражает своё восхищение новой работой Даллапикколы, называя её «умной, медитативной, исполненной смиренности и вдохновения».
Работа по праву считается одной из наиболее абстрактных и сложных для восприятия (и исполнения) во всём творчестве композитора. Показательно, что первые записи сочинения (если не считать записей с Касадо) были сделаны лишь в последнее десятилетие (в которое оно стало и относительно часто исполняться), что отчасти можно рассматривать как оправдание высказанной в 1961 году в письме, адресованном Касадо Даллапикколе, надежды на то, что «Диалоги» со временем станут обязательной частью репертуара современного виолончелиста.

## Записи
- В исполнении Жана Гиэна Кейра (виолончель) и Национального симфонического оркестра «RAI» под управлением Паскаля Рофе на диске Stradivarius, STR 33698, 2005.
- В исполнении Пола Уоткинса (виолончель) и филармонического оркестра «BBC» под управлением Джанандреа Нозеды на диске Chandos «Dallapiccola. Orchestral Works 2», CHAN 10561, 2010.
- Сохранилась также радиозапись сочинения в исполнении Гаспара Касадо и Этторе Грачиса. В Архиве Даллапикколы хранится, кроме того, запись с Касадо, сделанная в 1961 году в Цюрихе на городском радио (дирижёр Эрих Шмидт).